# 뇨보36가선
뇨보36가선(일본어: 女房三十六歌仙)은 가마쿠라 시대 중기에 만들어졌다고 알려진 《뇨보36닌우타아와세》(女房三十六人歌合)에 시가가 올라간  헤이안 시대부터 가마쿠라 시대의 여성 가인 36명을 지칭하는 용어이다. 선정자는 알려져 있지 않다. 후지와라노 긴토의 '삼십육인선'(三十六人撰)을 모방하여 만들어져, 왼쪽에 오노노 고마치부터 사가미까지의 옛 가인, 오른쪽에 쇼쿠시 내친왕부터 소헤키몬인노 쇼쇼까지의 이후 시대의 가인을 배치하여, 한 명당 3수씩 대결 형태로 배치하였다.

## 명단
| 왼쪽                         | 오른쪽                    |
| 오노노 고마치                | 쇼쿠시 내친왕             |
| 이세                         | 고토바노인 쿠나이쿄       |
| 나카 쓰카사                  | 스오노 나이시             |
| 기시 여왕                    | 후지와라노 도시나리의 딸  |
| 우콘                         | 다이켄몬인노 호리카와     |
| 후지와라노 미치쓰나의 어머니 | 기슈몬인노 단고           |
| 우마노 나이시                | 가요몬인노 에치젠         |
| 아카조메에몬                 | 니조인노 사누키           |
| 이즈미 시키부                | 고지주                    |
| 고오키미                     | 고토바인노 시모쓰케       |
| 무라사키 시키부              | 벤노나이시(弁内侍)        |
| 고시키부노 나이시            | 고후카쿠사인노 쇼쇼나이시 |
| 이세노 다이후                | 인부몬인노 다이후         |
| 세이 쇼나곤                  | 고쓰치미카도인노 고사이쇼 |
| 다이니노 산미                | 하치조인노 다카쿠라       |
| 다카시나노 기시              | 나이시노카미케 츄나곤     |
| 유시 내친왕가의 기이         | 시키겐몬인노 미쿠시게     |
| 사가미                       | 소헤키몬인노 쇼쇼         |
| ---------------------------- | ------------------------- |